# Bệnh đau dạ dày
Các bệnh về dạ dày bao gồm viêm dạ dày, chứng liệt nhẹ dạ dày, bệnh Crohn và các bệnh ung thư khác nhau.
Dạ dày là một cơ quan quan trọng trong cơ thể. Nó đóng một vai trò quan trọng trong việc tiêu hóa thức ăn, giải phóng các enzyme khác nhau và cũng bảo vệ ruột dưới khỏi các sinh vật gây hại. Dạ dày kết nối với thực quản ở trên và với ruột non bên dưới. Nó liên quan phức tạp đến tuyến tụy, lá lách và gan. Dạ dày có kích thước khác nhau nhưng hình dạng chữ J là không đổi. Dạ dày nằm ở phần trên của bụng ngay dưới lồng xương sườn bên trái.
Các ví dụ bao gồm tên bệnh lý dạ dày bao gồm bệnh lý dạ dày tăng huyết áp cổng và bệnh Ménétrier, còn được gọi là "bệnh dạ dày tăng sản quá mẫn". Tuy nhiên, có nhiều bệnh dạ dày khác bệnh loét dạ dày (peptic uncer disease) hoặc viêm loét dạ dày tá tràng, chứng liệt nhẹ dạ dày và chứng khó tiêu.
Nhiều bệnh dạ dày có liên quan đến nhiễm trùng. Trong lịch sử, người ta tin rằng môi trường có tính axit cao của dạ dày sẽ giữ cho dạ dày không bị nhiễm trùng. Tuy nhiên, nhiều nghiên cứu đã chỉ ra rằng hầu hết các trường hợp loét dạ dày, viêm dạ dày và ung thư dạ dày là do nhiễm vi khuẩn Helicobacter pylori.  Một trong những cách có thể tồn tại trong dạ dày liên quan đến các enzyme urease chuyển hóa urê (thường được tiết vào dạ dày) thành amonia và carbon dioxide để trung hòa axit dạ dày và do đó ngăn chặn sự tiêu hóa của nó. Trong những năm gần đây, người ta đã phát hiện ra rằng các vi khuẩn Helicobacter khác cũng có khả năng làm tổ trong dạ dày và có liên quan đến viêm dạ dày.
Có quá ít hoặc không có axit dạ dày được gọi là hypochlorhydria hoặc achlorhydria tương ứng và là điều kiện có thể có tác động tiêu cực đến sức khỏe. Có nồng độ axit dạ dày cao được gọi là hyperchlorhydria. Nhiều người tin rằng hyperchlorhydria có thể gây loét dạ dày. Tuy nhiên, nghiên cứu gần đây chỉ ra rằng niêm mạc dạ dày tiết ra axit dạ dày có khả năng kháng axit. 
Có nhiều loại rối loạn mãn tính ảnh hưởng đến dạ dày. Tuy nhiên, vì các triệu chứng được tập trung vào cơ quan này, các triệu chứng điển hình của các vấn đề dạ dày bao gồm buồn nôn, nôn, đầy hơi, chuột rút, tiêu chảy và đau.

## Đặc điểm giải phẫu sinh lý
Về giải phẫu, dạ dày là túi đựng thức ăn nối thực quản với tá tràng. Dung lượng dạ dày có thể chứa được 1-1,5 lít, gồm 2 phần: phần đứng là thân dạ dày, phần ngang là hang môn vị. Cấu tạo thành dạ dày gồm 4 lớp, từ ngoài vào trong gồm: thanh mạc; lớp cơ: gồm 3 lớp nhỏ (cơ dọc, cơ vòng và cơ chéo); hạ niêm mạc; niêm mạc: phân cách với lớp hạ niêm mạc bởi lớp cơ trơn.
Mạch máu của dạ dày: dạ dày được nuôi dưỡng bởi động mạch từ thân tạng tới tạo nên hai vòng cung: vòng cung nhỏ dọc theo bờ cong nhỏ; vòng cung lớn dọc theo bờ cong lớn. Thần kinh chi phối dạ dày: là đám rối Meissner và Auerbach. Thần kinh phó giao cảm cholinergic (là dây thần kinh số X) và thần kinh giao cảm adrenergic (thần kinh tạng).

## Chức năng sinh lý dạ dày
Chức năng vận động: trương lực dạ dày, áp lực trong lòng dạ dày khoảng 8–10 cm H2O, có áp lực là nhờ sự co thường xuyên của lớp cơ dạ dày. Khi dạ dày đầy, trương lực giảm đi chút ít, khi dạ dày vơi trương lực tăng lên, tăng lên cao nhất khi dạ dày rỗng.
Nhu động của dạ dày: khi thức ăn vào dạ dày thì 5-10 phút sau dạ dày mới có nhu động, nhu động bắt đầu từ phần giữa của thân dạ dày, càng đến gần tâm vị nhu động càng mạnh và sâu. Cứ 10-15 giây có 1 sóng nhu động. Kết quả co bóp của dạ dày là nhào trộn thức ăn với dịch vị, nghiền nhỏ thức ăn và tống xuống ruột.
Chức năng bài tiết: mỗi ngày dạ dày bài tiết 1-1,5 lít dịch vị, protein của huyết tương (đặc biệt là albumin, globulin miễn dịch), các enzym pepsinozen và pepsin, glycoprotein, yếu tố nội sinh (glycoprotein chứa ít glucid) và axit.
Chức năng tiêu hóa: HCl có tác dụng hoạt hoá các men tiêu hoá, điều chỉnh đóng mở môn vị và kích thích bài tiết dịch tụy. Chất nhầy có nhiệm vụ bảo vệ niêm mạc khỏi sự tấn công của chính dịch vị. Pepsinogen với sự có mặt của HCl sẽ phân chia protein thành các polypeptid và làm đông sữa. Yếu tố nội sinh có tác dụng làm hấp thu vitamin B12. Dạ dày cũng sản xuất secretin, một nội tiết tố kích thích bài tiết dịch tụy.

## Nguyên nhân chính

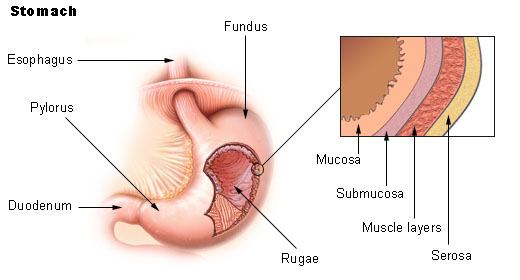
Hình ảnh mô tả chi tiết của dạ dày.

#### Thuốc lá gây đau dạ dày
Khi nói đến thuốc lá, nhiều người sẽ nghĩ ngay đến các căn bệnh liên quan đến phổi tuy nhiên có một căn bệnh liên quan khác mà ta không thể không nhắc đến đó là bệnh dạ dày, bệnh về đường tiêu hóa.
Chất độc hại có trong thuốc lá là nicotine có khả năng thúc đẩy sự bài tiết các acid clohydric và pepsin – các nguyên nhân hàng đầu làm mòn niêm mạc dạ dày, ức chế việc tổng hợp các chất bảo vệ và phục hồi niêm mạc khiến dạ dày bị tổn thương. Do đó nguy cơ mắc bệnh dạ dày của những người hút thuốc lá lâu năm sẽ cao hơn rất nhiều so với người khác.

#### Các chất rượu bia
Đây được xem là loại thức uống hàng đầu gây nguy hại cho sức khoẻ nói chung và dạ dày nói riêng. Các chất cồn trong rượu bia sẽ khiến lớp nhầy bảo vệ niêm mạc dạ dày bị phá huỷ, dẫn đến việc bị viêm loét, chảy máu dạ dày thậm chí là thủng dạ dày nếu không chữa trị kịp thời.

#### Chế độ ăn uống bất hợp lý
Các bệnh về đường tiêu hóa mà không nói nguyên nhân gây bệnh là do ăn uống thì đúng là một thiếu sót lớn. Những thói quen như ăn uống không đúng giờ, thực phẩm không sạch, ăn quá nhanh, nhai không kỹ, bỏ bữa, ăn đêm nhiều, ăn nhiều món cay chua nóng…. Cũng là những nguyên nhân quen thuộc gây ra căn bệnh đau dạ dày khó chịu cho người bệnh.

#### Vi khuẩn Helicobacter pylori gây đau dạ dày
Theo những số liệu nghiên cứu cho thấy hiện nay hơn 70% những người mắc bệnh dạ dày là do mắc phải vi khuẩn Helicobacter pylori. Vi khuẩn Helicobacter pylori thông qua đường ăn uống sẽ xâm nhập vào cơ thể chúng ta, rồi chui xuống dạ dày và bám vào thành dạ dày. Sau một thời gian nó sẽ gây tổn thương cho thành dạ dày, dẫn đến tình trạng loét, teo và bắt đầu căn bệnh.

#### Tinh thần căng thẳng
Trong bất cứ quá trình chữa bệnh nào thì tinh thần luôn là yếu tố được các bác sĩ khuyến cáo nhiều nhất, đem lại ảnh hưởng lớn đến kết quả điều trị.
Đối với những bệnh nhân dạ dày cũng thế, nếu như tinh thần của họ luôn căng thẳng, mệt mỏi sẽ rất dễ gây ra tình trạng co thắt dạ dày, kích thích nhu động ruột làm bệnh đau dạ dày thêm nặng hơn.

## Triệu chứng
Các triệu chứng của bệnh dạ dày bao gồm:
- Đau ở thượng vị, có người thì đau bụng [3] âm ỉ nhưng cũng có người lại đau dữ dội. Càng nặng thì càng đau thường xuyên hơn. Đau tức vùng bụng trên là một trong những dấu hiệu điển hình của viêm loét dạ dày giai đoạn đầu. Vùng bụng trên rốn thường xuất hiện những cơn đau bất thường, ngày càng dày và nặng hơn. Thời gian đầu, cơn đau thường xuất hiện khi đói quá hoặc no quá.
- Cảm giác chướng hơi, đầy bụng, không tiêu hoá được. Đầy bụng trên sau khi ăn là cảm giác có thể biểu hiện bạn bị đau dạ dày ở mức độ nhẹ. Nên theo dõi tình trạng cơ thể mình để phát hiện bệnh sớm, dễ chữa trị. Trong trường hợp để lâu, bệnh tình sẽ trở nên nghiêm trọng, gây ra những biến chứng khó lường.
- Ợ chua, ợ hơi hoặc có thể ợ ra chất đắng như mật, do sự vận động của dạ dày bị rối loạn làm thức ăn bị khó tiêu dẫn tới lên men và sinh ra hơi. Đây là một triệu chứng bệnh đau dạ dày thường gặp ở các bệnh nhân. Nếu tự nhiên mà bạn bị ợ và chướng bụng liên tục nên đi kiểm tra bác sĩ ngay.
- Đau dạ dày nhẹ gây buồn nôn - Nôn hay buồn nôn là hiện tượng các thức ăn trong dạ dày bị đẩy ra ngoài qua đường miệng. Đây là triệu chứng đau dạ dày nhẹ thường gặp ở đại đa số người bệnh. Khi thường xuyên buồn nôn hoặc nôn bạn cần lưu ý. Vì nôn làm thức ăn trào ngược từ dạ dày đẩy ra miệng, nguy cơ dẫn đến rách thực quản, tổn thương niêm mạc dẫn đến bệnh đau dạ dày.
- Có thể nôn ra máu hoặc đi cầu ra máu, do hiện tượng máu thoát ra khỏi thành mạch và chảy vào lòng ống tiêu hóa. Thường là do bệnh loét dạ dày tá tràng, hay ung thư dạ dày.[3]
- Chảy máu đường tiêu hóa [4]: Chảy máu dạ dày, chảy máu đường tiêu hóa là triệu chứng nặng của bệnh đau dạ dày. Nếu bệnh nhân rơi vào tình huống này mà không được cấp cứu ngay lập tức thì tính mạng sẽ bị đe dọa. Khi người bệnh bị chảy máu dạ dày, sẽ có các triệu chứng như nôn ra máu, đi ngoài ra máu, phân đen… Kèm theo đó là tình trạng người mệt mỏi, chóng mặt, choáng váng thường xuyên do mất máu… Hiện tượng, triệu chứng đau dạ dày này chứng tỏ bạn đang bị viêm loét dạ dày, tá tràng hoặc ung thư dạ dày…
- Thay đổi thói quen đại tiện: Đầy hơi liên quan với đau bụng, thay đổi các thói quen đại tiện, hoặc giảm cân không giải thích được có thể là một dấu hiệu cho thấy bạn nhiễm một ký sinh trùng gọi là Giardia trong đường ruột.
- Và một số triệu chứng ít gặp hơn như giảm cân nhanh, thiếu máu, đau tức vùng bụng trên, sờ thấy u trước bụng…

## Chế độ ăn
Ăn uống hợp vệ sinh là khâu quan trọng nhất. Tránh các thức ăn kích thích niêm mạc dạ dày như rượu, bia, nước ngọt có ga, các loại thức ăn chua cay như canh chua, dưa muối, cà muối, cam, chanh, dứa, khế, sấu, tiêu, ớt, tỏi…
Các loại thực phẩm nên dùng: trứng, sữa, gạo nếp, … Uống sữa với chế độ hợp lí sẽ có tác dụng tốt đối với bệnh nhân đau dạ dày.
Hạn chế ăn các món nướng, chiên rán, các đồ ăn nhanh để phòng bệnh ung thư dạ dày.